# Johannes de Doperkerk (Hijlaard)
De Johannes de Doperkerk is een kerkgebouw in Hijlaard in de Nederlandse provincie Friesland.

## Beschrijving
De zadeldaktoren van drie geledingen dateert uit de 13e eeuw. In de van kloostermoppen gebouwde toren hangt een klok (1392) van Hermanus en een klok (1618) van Hans Falck. De gotische eenbeukige kerk met spitsboogvensters werd gebouwd in de 15e of 16e eeuw ter vervanging van de oudere kerk die oorspronkelijk gewijd was aan Johannes de Doper. Het kerkgebouw met vijfzijdig gesloten koor is een rijksmonument.
Het interieur wordt gedekt door een houten tongewelf. De gemarmerde zandstenen epitaaf (1656) in aedicula-vorm voor Hobbe van Aylva (1645) en Frouck van Aylva (1617). De zwarte preekstoel en de twee herenbanken dateren uit de 19e eeuw. Het orgel uit 1880 is gebouwd door L. van Dam en Zonen.

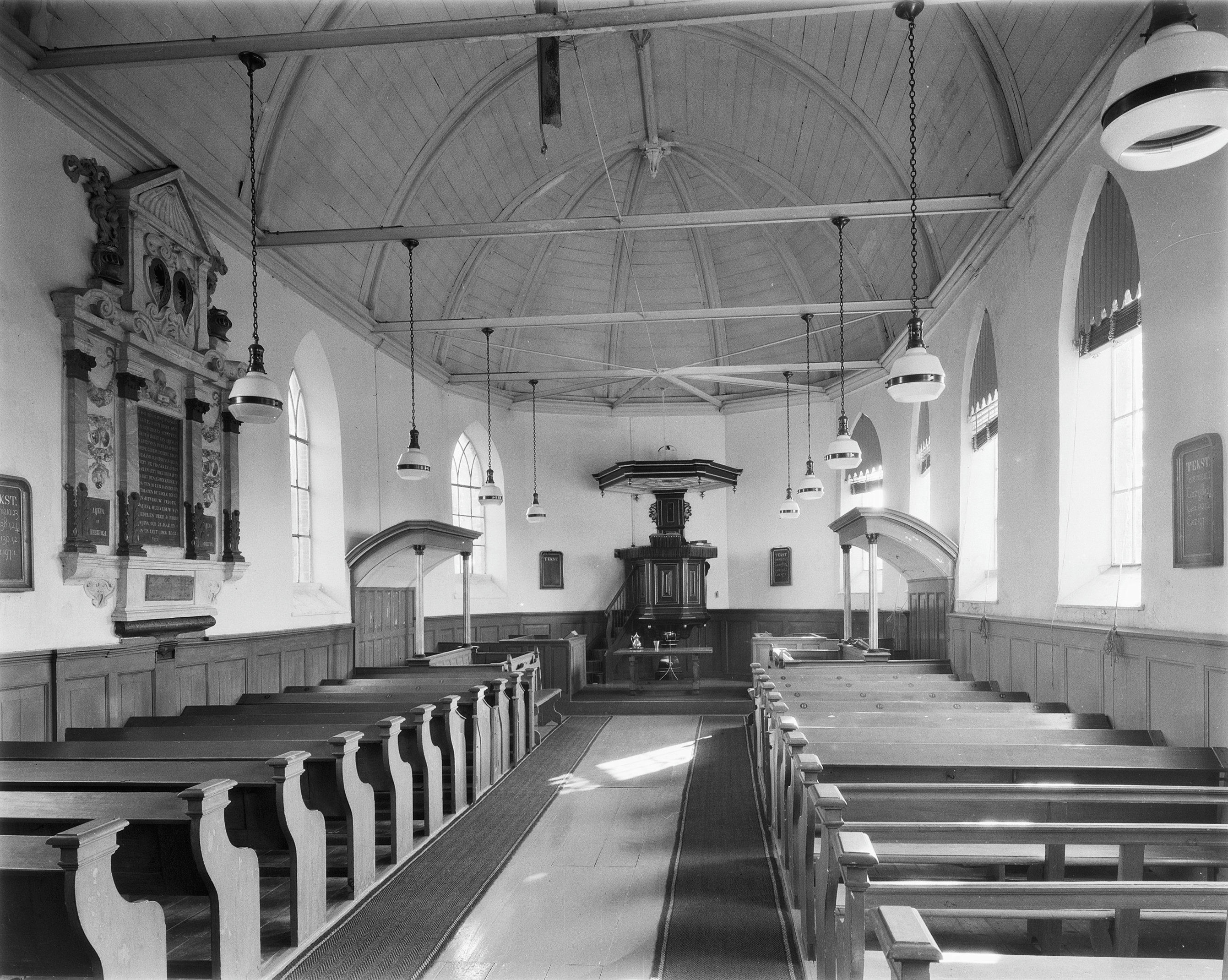
Interieur met preekstoel in 1955
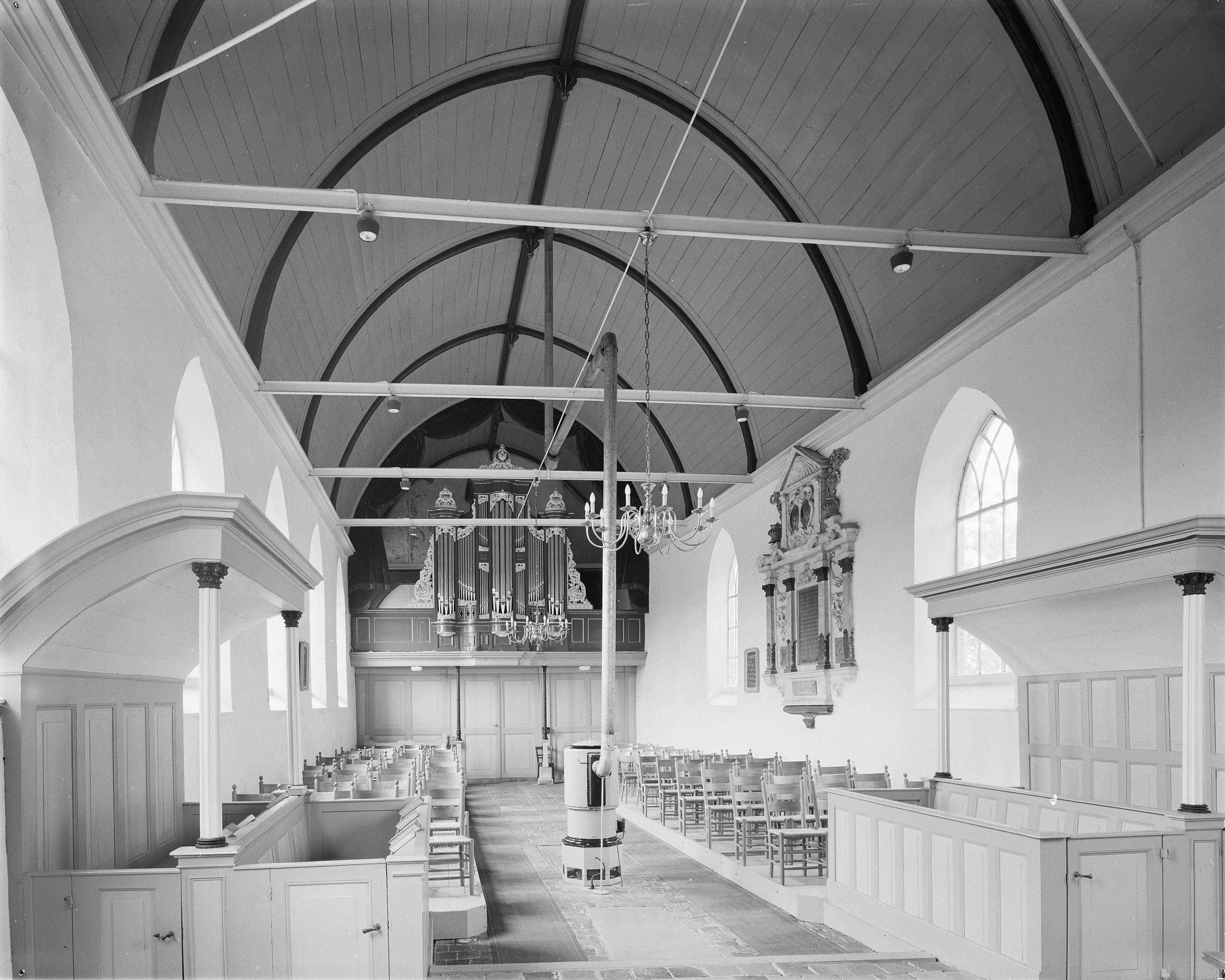
Interieur met orgel in 1986